# Ideología

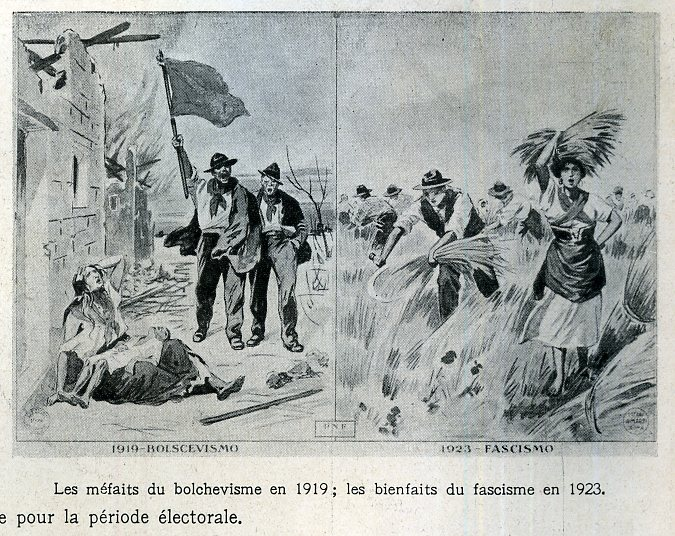
Propaganda Fascista que dice: "Las fechorías del bolchevismo en 1919; los beneficios del fascismo en 1923..."

En las ciencias sociales, una ideología es un conjunto normativo de emociones, ideas y creencias colectivas que son compatibles entre sí y están especialmente referidas a la conducta social humana. Las ideologías describen y postulan modos de actuar sobre la realidad colectiva, ya sea sobre el sistema general de la sociedad o en uno o varios de sus sistemas específicos, como el económico, social, científico-tecnológico, político, cultural, moral,  religioso, medioambiental u otros relacionados con el bien común. El historiador español José Luis Rodríguez Jiménez ha definido la ideología como «un universo de valores o conjunto de ideas que reflejan una concepción del mundo, codificados en un cuerpo doctrinal, con el objetivo de establecer canales de influencia y de justificación de sus intereses [del grupo social o político que la sostiene]».
Las ideologías suelen constar de dos componentes: una representación del sistema, y un programa de acción. La representación proporciona un punto de vista propio y particular sobre la realidad vigente, observándola desde una determinada perspectiva compuesta por emociones, percepciones, creencias, ideas y razonamientos, a partir del cual se le analiza y compara con un sistema real o ideal alternativo, finalizando en un conjunto de juicios críticos y de valor que plantean un punto de vista superior a la realidad vigente. El programa de acción tiene como objetivo acercar en lo posible el sistema real existente al sistema ideal pretendido.
Por su receptividad frente al cambio, hay ideologías que pretenden la conservación del sistema —conservadoras—, su transformación radical y súbita —revolucionarias—, el cambio gradual —reformistas—, o la readopción de un sistema previamente existente —restaurativas—.
Por su origen, alcance y propósito, las  ideologías pueden desarrollarse gradualmente a través de la observación, el diálogo, el ajuste mutuo y el consenso sobre lo que es considerado socialmente correcto, desviado o dañino, o bien ser impuestas (incluso por medio de la violencia) por un grupo dominante especialmente interesado en generar influencia, conducción o control colectivo, sin distinción si este es un grupo social, una institución, o un movimiento político, social, religioso o cultural o si su propósito se centra en promover el bien común o un interés particular.
El concepto de ideología se diferencia del de cosmovisión (Weltanschauung) en que este se proyecta a una civilización o sociedad entera, en cuyo caso está relacionado con el concepto de ideología dominante, cuando esta abarca todos los sistemas específicos de la sociedad y es compartida por una amplia mayoría de la población. Por su naturaleza colectiva, el concepto rara vez se restringe al modo de pensar de un individuo aislado o particular.

## Origen del término
El término ideología fue formulado por Antoine Destutt de Tracy (Mémoire sur la faculté de penser, 1796), y originalmente denominaba la ciencia que estudia las ideas, su carácter, origen y las leyes que las rigen, así como las relaciones con los signos que las expresan. 
Medio siglo más tarde, el concepto acoge su sentido actual al asociarse con una perspectiva epistemológica, fundada por Karl Marx y Friedrich Engels en su obra La ideología alemana (1845-1846), para quienes la ideología es el conjunto de principios que explican el mundo en cada sociedad en función de sus modos de producción, relacionando los conocimientos prácticos necesarios para la vida con el sistema de relaciones sociales. La relación con la realidad es muy importante  para mantener esas relaciones sociales, y en los sistemas sociales en los que se da alguna clase de explotación, para evitar que los oprimidos perciban su estado de opresión. En su célebre prólogo a su libro Contribución a la crítica de la economía política Marx escribe: 

[...] El conjunto de estas relaciones de producción forma la estructura económica de la sociedad, la base real sobre la que se levanta la superestructura jurídica y política y a la que corresponden determinadas formas de conciencia social. El modo de producción de la vida material condiciona el proceso de la vida social política y espiritual en general. No es la conciencia del hombre la que determina su ser sino, por el contrario, el ser social es lo que determina su conciencia.

## Sociología e ideología
Hablamos de ideología cuando una idea o conjunto de ideas determinadas interpretadoras de lo real son consideradas como verdaderas y son ampliamente compartidas conscientemente por un grupo social en una sociedad determinada. Tales ideas se convierten en un rasgo fuertemente identitario, de forma similar a la religión, la nación, la clase social, el sexo, partido político, club social, etc., y se forman tanto  grupos pequeños y cerrados como las sectas o grupos mayores y abiertos como los partidarios de un equipo de fútbol.
Exteriormente se ha asociado con mayor fuerza a la política, donde el clientelismo de los partidos impone unos intereses estrechos y cerrados. En su desarrollo lleva a que el comportamiento individual pueda derivar en una continuada falsa creencia, en un falso pensamiento y de ahí a una falsa práctica social. Además interiormente, los miembros del grupo ideológico admiten o no que determinado individuo pertenezca al grupo según comparta o no ciertos presupuestos comunes de pensamientos básicos.
La ideología interviene y justifica dirigiendo los actos personales o colectivos de los grupos o clases sociales, a cuyos intereses sirve. Pretende explicar la realidad de una forma asumible y tranquilizadora, pero sin crítica, funcionando solo por consignas y lemas.
Ahora bien lo que ocasiona son falsas creencias que mantienen la interpretación o justificación previa tal como estaba en el imaginario individual y colectivo, independientemente de las circunstancias reales. Por ello suelen acabar produciendo una separación entre las ideas y su práctica difícilmente asumible en la realidad.
Del estudio de la ideología se encarga la sociología del conocimiento, cuyo presupuesto básico es la tendencia humana a falsear la realidad en función del interés. Sigue el interés propio en las maneras de ver el mundo en el grupo social al que se pertenece; maneras que varían socialmente de un grupo humano a otro y dentro de sectores diferentes de la misma sociedad. Interviene sobre el interés personal y cohesiona el grupo donde se asienta, porque construye una identidad ficticia como forma de vivir y valorar una realidad construida al margen de ella misma. De ahí que en la mayoría de los casos lleve a una superposición de discursos según el grado de realidad y a la construcción de utopías.
En el terreno político, y en casos extremos, acarrea la mentira repetida, la mendacidad. En general se observa que fácilmente se pasa por un interés desmedido, centrado en la falsa conciencia, hacia la imagen o forma de la idea de la vida interpretada solamente en función de esas ideas, en definitiva, hacia una ideología que tiende al totalitarismo.

## El origen de las ideologías
El origen de la mayoría de las ideologías se encuentra en una corriente filosófica cuando asume una versión muy simplificada y distorsionada, por falsa creencia, de la filosofía original. En este sentido se produce, de forma general, un carácter insincero, cuando un pensamiento original se convierte en «—ismo» (Platón → platonismo; Marx → marxismo; capital → capitalismo; anarquía → anarquismo; etc.). Su origen se sitúa en el ámbito personal, de acuerdo con las necesidades que sustentan socialmente un determinado pensamiento. Se separa y disocia de la realidad, porque la manipula en forma de propio interés.
Los primeros filósofos que estudiaron la «ideología», los psicologistas franceses (Condillac, Cabanis, Destutt de Tracy), situaron esa necesidad en el «yo interior», interpretado de diversas formas (psicologismo y psicofisiologismo). El sujeto se opone a lo exterior, que se da como suceso, puesto que requiere la reflexión individual. Estos filósofos franceses pretendían estructurar una teoría sobre el materialismo primitivo de las sensaciones y de ahí su derivación en emociones, pasiones y sentimientos. De manera que del hecho, del suceso o del acontecimiento exteriores se pasa psicológicamente a la manera interior de captar las cosas y apreciar estas categorías de la psicología personal.
Más tarde el compromiso político de filósofos sociales (socialistas utópicos, Saint-Simon, Fourier, Proudhon) situó el interés en las necesidades de la vida social. El vuelco que protagonizó al extenderse al ámbito de la sociedad fue considerable. Del interés del individuo se pasó al interés del grupo. Esto provocó que se acuñase el calificativo de «doctrinarios» para referirse a los «ideólogos» en su enfrentamiento con el poder, lo que confirió a la palabra un sentido peyorativo que hasta el momento no ha perdido.
Después del psicologismo de los franceses, se pasó, primeramente, a las formas filosóficas propias y, posteriormente, a las relaciones económicas. El sentido más elaborado de ideología, en el primer sentido, es el de Hegel y, en el segundo, de Marx.
Se consideró la ideología como una «escisión de la conciencia», que produce la alienación, bien sea ésta considerada como meramente dialéctica del pensamiento, en el idealismo de Hegel o dialéctica material en el materialismo de Marx.
En el siglo XX, la ideología es considerada como problema de comunicación social. Para los frankfurtianos, de manera especial para Habermas, la ideología expresa la violencia de la dominación que distorsiona la comunicación. Este habla de la relación entre el conocimiento y el interés. Esto produce una distorsión que es consecuencia de una razón instrumental, como conocimiento interesado, y que es la responsable de la ciencia y la tecnología falsas como ejes de la dominación social. Es pues necesaria una hermenéutica de la emancipación y liberación. De la misma forma, Marcuse subraya este hecho en el seno de las clases sociales, en particular políticamente dentro de los partidos y sindicatos.
Karl Mannheim y Max Scheler enmarcan la ideología en el marco de la sociología del saber. El saber enmarcado dentro de la dominación política genera tal cúmulo de intereses que configura la cosmovisión de los grupos sociales. No hay posibilidad de escapar a una ideología bien construida. Todo gira a su alrededor. Mannheim distingue entre ideología parcial, de tipo psicológico, e ideología total, de tipo social.
Sartre, por su parte, introduce una idea de «ideología» completamente diferente. Para Sartre la ideología es fruto de un pensador «creador», capaz de generar un modo de ver la realidad. Por otro lado, Willard van Orman Quine trata la relación entre los objetos exteriores, de ahí fuera, y los sujetos interiores, de ahí dentro. En otros términos, liga la ideología a un modo razonado de considerar la ontología.
A finales del siglo XX, sin embargo, se entra en una época de infravaloración de lo ideológico, de la mano de las ideologías conservadoras, de forma que algunos han proclamado el ocaso de los ídolos, como "El fin de las ideologías", incluso proclamando el triunfo del pensamiento único y el "fin de la historia" o el "choque de civilizaciones".
La ideología como falsa creencia debe estudiarse en términos de su lógica degradada, más que en la filosofía de la que se deriva. Sin embargo, es difícil comprender cuándo y en qué términos una filosofía pasa a ser ideología. Max Weber afirma que las filosofías se seleccionan primero para ser ideologías después, pero no explica, cuándo, cómo ni por qué. Lo que sí puede asegurarse es que existe una relación dialéctica, es decir, de discurso, entre ideas y necesidades sociales, y que ambas son indispensables para configurar una ideología. Así nace el interés y las necesidades sentidas por el cuerpo social (o un grupo de este); no obstante pueden fracasar por no tener ideas claras que lo sustenten. Al igual que hay ideas que pueden pasar inadvertidas por no ser relevantes para las necesidades sociales, se requiere una falsa creencia aparentemente útil para que sea ideología.
Marx, en su Crítica de la Filosofía del Derecho de Hegel, señala lo siguiente:

...Es cierto que el arma de la crítica no puede sustituir a la crítica de las armas, que el poder material tiene que derrocarse por medio del poder material, pero también la teoría se convierte en poder material tan pronto como se apodera de las masas. Y la teoría es capaz de apoderarse de las masas cuando argumenta y demuestra ad hominem; y argumenta y demuestra ad hominem cuando se hace radical. Ser radical es atacar el problema por la raíz. Y la raíz, para el hombre, es el hombre mismo...
Marx. Contribución a la crítica de la filosofía del derecho de Hegel. Anales franco alemanes. 1970. Barcelona. Ed. Martínez-Roca, p 103

## Concepto marxista de ideología

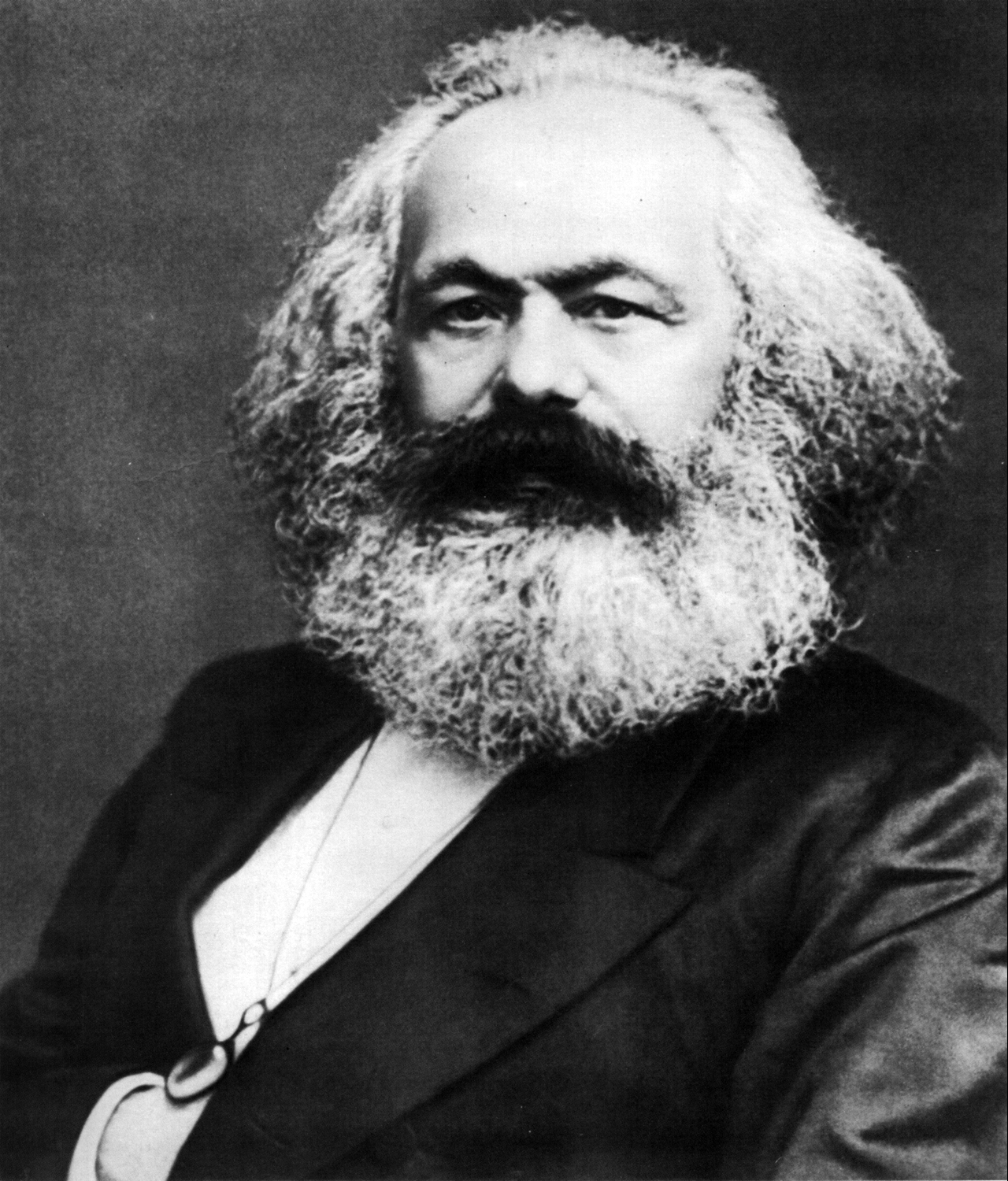
Karl Marx plantea que la ideología dominante de una sociedad es parte integral de su Infraestructura y superestructura.

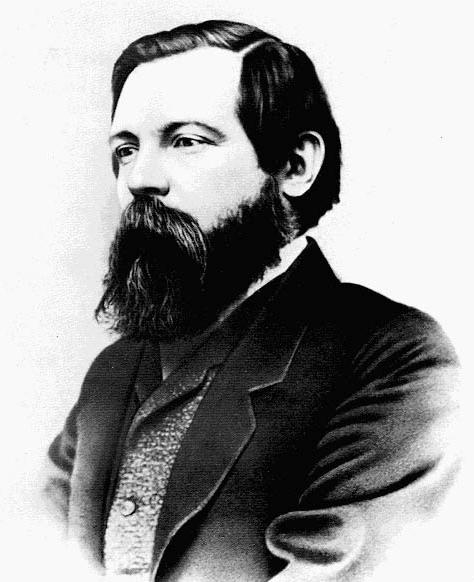
Friedrich Engels define la ideología como "un proceso que se opera por el llamado pensador" pero "con una conciencia falsa."

Tal como el materialismo histórico define el concepto, la ideología forma parte de la superestructura, junto con el sistema político, la religión, el arte y el campo jurídico. Según la interpretación clásica, está determinada por las condiciones materiales de las relaciones de producción o estructura económica y social. Para Karl Marx, las ideologías son cuerpos de ideas que aspiran a la universalidad y a la verdad más lata y abstracta que representan los intereses históricos de una clase social, que en su mayoría son hipótesis idealistas. Desde esta perspectiva, son formas de "falsa conciencia", porque solo reflejan los intereses económicos y preferencias de la "clase dominante". Marx pone el ejemplo de la división de poderes como idea dominante, proclamada ahora como «ley eterna» en la época en la que se disputan el poder en un país la corona, la aristocracia y la burguesía.
El concepto marxista de ideología se suele datar en las obras La sagrada familia y La ideología alemana como crítica de la filosofía idealista alemana posterior a Hegel. Esta crítica llegó a la economía política burguesa en La miseria de la filosofía y más tarde El capital. aunque ya se aprecia en Crítica de la filosofía del derecho de Hegel con la hipótesis de la "negación de la filosofía como filosofía".

La clase que tiene a su disposición los medios para la producción material dispone con ello, al mismo tiempo, de los medios para la producción espiritual, lo que hace que se le sometan, al propio tiempo, por término medio, las ideas de quienes carecen de los medios necesarios para producir espiritualmente. Las ideas dominantes no son otra cosa que la expresión ideal de las relaciones materiales dominantes, las mismas relaciones materiales dominantes concebidas como ideas; por tanto, las relaciones que hacen de una determinada clase la clase dominante, o sea, las ideas de su dominación. [...]

La división del trabajo [...] se manifiesta también en el seno de la clase dominante como división del trabajo espiritual y material, de tal modo que una parte de esta clase se revela como la que da sus pensadores (los ideólogos conceptivos activos de dicha clase, que hacen del crear la ilusión de esta clase acerca de sí mismo su rama de alimentación fundamental), mientras que los demás adoptan ante estas ideas e ilusiones una actitud más bien pasiva y receptiva, ya que son en realidad los miembros activos de esta clase y disponen de poco tiempo para formarse ilusiones e ideas acerca de sí mismos.
K. Marx y F. Engels (1845) La ideología alemana, Capítulo 1, Parte III, 1. La clase dominante y la conciencia dominante.

Friedrich Engels explica que "las verdaderas fuerzas propulsoras que lo mueven, permanecen ignoradas para el ideólogo”. Sus ideas le parecen al ideólogo "como creación, sin buscar otra fuente más alejada e independiente del pensamiento; para él, esto es la evidencia misma, puesto que para él todos los actos, en cuanto les sirva de mediador el pensamiento, tienen también en este su fundamento último". Estos impulsores incluyen tanto intereses subjetivos oscuros como la constelación económica objetiva.
Para Engels, la moral y la religión son ejemplos de ideologías. La moral siempre fue "una moral de clase; o bien justificaba el dominio y los intereses de la clase dominante, o bien, en cuanto que la clase oprimida se hizo lo suficientemente fuerte, representó la irritación de los oprimidos contra aquel dominio y los intereses de dichos oprimidos, orientados al futuro". El origen de la forma ideológica de la religión es la impotencia del hombre hacia la naturaleza. El bajo nivel de dominio de la naturaleza y la dependencia de eventos naturales desconocidos conducen a prácticas religioso-mágicas para compensar el subdesarrollo económico, técnico y científico: "Estas diversas ideas falsas acerca de la naturaleza, el carácter del hombre mismo, los espíritus, las fuerzas mágicas, etc., se basan siempre en factores económicos de aspecto negativo; el incipiente desarrollo económico del período prehistórico tiene, por complemento, y también en parte por condición, e incluso por causa, las falsas ideas acerca de la naturaleza".
El desarrollo de una ideología sigue una cierta lógica propia, se desarrolla "por medio de la imaginación".  Así, "la filosofía de cada época tiene como premisa un determinado material de ideas que le legan sus predecesores y del que arranca". Sin embargo, la economía "determina el modo cómo se modifica y desarrolla el material de ideas preexistente" indirectamente, "ya que son los reflejos políticos, jurídicos, morales, los que en mayor grado ejercen una influencia directa sobre la filosofía".
El papel de la ideología, según esa concepción marxista de la historia, es actuar de lubricante para mantener fluidas las relaciones sociales, proporcionando el mínimo consenso social necesario mediante la justificación del predominio de las clases dominantes y del poder político. Por otro lado, Engels también enfatiza la "efectividad histórica" de la ideología. La negación de un "desarrollo histórico independiente" no significa que no pueda ser puesto en el mundo, una vez por otras causas, en última instancia económicas, y puede tener un efecto en su entorno, de hecho su propia causa. Marx reconoció que dentro de formas ideológicas puede darse elementos de verdad.

La existencia de ideas revolucionarias en una determinada época presupone ya la existencia de una clase revolucionaria [...] como representante de toda la sociedad, como toda la masa de la sociedad, frente a la clase única, a la clase dominante.
Ibíd.

Esta crítica ha contribuido a una desconfianza académica hacia nociones como "objetividad", "neutralidad", "universalidad" y semejantes.
Entre los marxistas que se han dedicado al estudio de la ideología, o han hecho comentarios significativos sobre el tema, están Marx y Engels, Lenin, Kautsky, Lukács, Althusser, Gramsci, Theodor Adorno y, más recientemente, Slavoj Zizek. Lenin diferenció en ¿Qué hacer? una ideología burguesa que socaba a una ideología socialista mediante el rechazo de la difusión en masa de una conciencia política de clase, siendo imposible que exista "una ideología al margen de las clases ni por encima de las clases". Gramsci decía que los análisis culturales e históricos del “orden natural de las cosas en la sociedad” establecido por la ideología dominante permitirían a hombres y mujeres con sentido común percibir intelectualmente las estructuras sociales de la hegemonía cultural burguesa.
Pese a que comúnmente suele hablarse de una teoría de la ideología homogénea en el marxismo, ligada al esquema base-superestructura, existen numerosas variaciones teóricas que tratan este tema. Algunos analistas de la teoría de la ideología marxista, por ejemplo Terry Eagleton, han afirmado que en los escritos del propio Marx existen teorías diferentes sobre este tema.
Durante la etapa estalinista de la URSS, el marxismo quedó reducido al materialismo dialéctico (o diamat) y a la concepción materialista de la historia. Dichas doctrinas, codificadas y poco cuestionables, eran enseñadas académicamente, con una sección incluso en la Academia de Ciencias. Para los marxistas occidentales, y especialmente para los historiadores de orientación no ortodoxa, que suele llamarse marxiana, sobre todo en Francia e Inglaterra (más o menos ligados a la renovación historiográfica de mediados del siglo XX que supuso la Escuela de los Annales), es imposible explicar la historia de un modo tan determinista. Desde ese punto de vista, suelen encontrarse en la historiografía interpretaciones de la ideología en el sentido de que la inadecuación de la ideología dominante a nuevas condiciones o el surgimiento de ideologías alternativas que entran en competencia con ella, produce una crisis ideológica. Así suele admitirse que, aunque desde un punto de vista marxista clásico suene herético, cuando una ideología dominante no cumple eficazmente su función hace aumentar la tensión social (lucha de clases) que contribuye a la crisis de un modo de producción y su transición al siguiente.

### La ideología como crítica totalitaria
El contemporáneo filósofo político australiano Kenneth Minogue se dedicó a observar la noción marxista de ideología en su obra La teoría pura de la ideología.
Para este autor,
- El marxismo presupone por ideología un conjunto de ideas funcionales de un individuo que dan justificación y validez universal a sus intereses.
- Estos intereses se entienden principalmente como la preservación de sus medios económicos de subsistencia una vez adoptados; excluyendo de esta categoría su uso o los fines de consumo, que volverían a los intereses socialmente teleológicos e infraestructuralmente culturales.
- Los intereses en estas reducidas "condiciones materiales de existencia" estarían predeterminados tecnológicamente por la particular relación social del individuo con su ubicación en la división del trabajo, cuya forma no sería modificable ni elegible, esto es: sus fines serían necesarios en vez de contingentes.
- Estos intereses tienen la característica de no ser comunes (salvo con miembros de la misma clase) y contrarios con las otras clases en forma intrínseca, ya que su naturaleza es la de participar en una relación orgánica dual de opresores-oprimidos.[17]

Minogue plantea inmediatamente una versión inversa a esta poniendo de cabeza sus premisas básicas:
- Las verdaderas ideologías son pseudo-revelaciones que reducen toda la realidad a la existencia de grupos y géneros con predeterminados intereses opuestos.
- Intereses que encarnarían en sí mismos un sistema de opresión (que incluye la opresión de unas ideas funcionales por otras).
- Requieren interpretar ciegamente el concepto de liberación como eliminación de dichas clases de intereses opuestos.
- Y el trato pragmático-revolucionario de todo pensamiento funcional como sistemas de ideas (como ideologías) basadas en falsas racionalizaciones (siendo la verdad incognoscible salvo en la realización de la lucha revolucionaria).

Las características de esta noción de ideología como "dogma crítico" se destacan particularmente en el marxismo, y todas tendrían como particular característica su tendencia a degenerar en "sociologismos" y "psicologismos" autocontradictorios (teorías de conspiración en las cuales las formas de organización social no serían necesidades históricas que generarían los grupos sociales dominantes y sus "ideologías", sino a la inversa serían elites las que crearían la sociedad con una ideología que haría posible su poder; idea esta última que el epistemólogo Karl Popper ya había denunciado como parte de un marxismo vulgarizado y malinterpretado).
También la comunidad de intereses entre grupos no solo es arbitraria (clases sociales, géneros, razas), sino que la misma visión ideológica de la sociedad es en realidad la sociedad ideológica que esta genera, ya que aunque presuma combatir un sistema de opresión donde sus elementos son orgánicamente funcionales, dicha opresión dependería solo de su ocultamiento (cuando en realidad tal ocultamiento requeriría de una opresión preexistente) y no sería realmente funcional en tanto no fuera planificada (planificación que la ideología sí necesita generar).
Debido a ello, la comunidad de intereses inter-individuales de la que presume el revolucionario ideológico es una ficción útil (el leninismo habría sincerado este hecho al afirmar que "los burgueses compiten para vender la soga con la que los van a ahorcar"),[cita requerida] pero termina siendo una realidad forzada cuando la ideología llega al poder. Minogue vuelve así, contra las propias doctrinas sistémico-clasistas (que tratan de "ideológico" a todo pensamiento), la acusación de reificación ideológica en nuevos términos, particularmente al marxismo, la generación y dependencia para con sus propios intereses revolucionarios en una opresiva sociedad sin clases.
La tesis de Minogue fue de gran influencia a fines del siglo XX en los círculos políticos e intelectuales más cercanos al pensamiento demoliberal, conservador y neoconservador, por haber dado sistematicidad a la dialéctica de las democracias liberales occidentales en su confrontación con las democracias populares marxistas a lo largo de la Guerra Fría.

## El siglo de las ideologías
La expresión siglo de las ideologías para definir el siglo XX fue acuñada por el filósofo Jean Pierre Faye en 1998. El término ideología, reservado en el siglo XIX al debate intelectual, se convierte en el siglo XX en el vehículo de grandes movimientos sociales y de pensamiento, sobre el soporte de grandes masas que son adoctrinadas por los nuevos medios de comunicación, la propaganda, la violencia y la represión.
En el periodo de entreguerras las ideologías políticas enfrentadas son fascismo y comunismo fundamentalmente, aunque del siglo XIX hayan sobrevivido el liberalismo en su versión democrática (frente al que ambos se definen), el conservadurismo, el socialismo democrático, el anarquismo y los nacionalismos. El feminismo, el pacifismo, el  ecologismo y los movimientos por la igualdad racial y el reconocimiento de la identidad sexual son ideologías no estrictamente políticas, con fuerte vocación transformadora de la sociedad. El mundo religioso parece estar ausente de la mayor parte de las nuevas visiones del mundo (en alemán Weltanschauung) hasta el final del siglo XX, cuando André Malraux profetizó poco antes de morir (1976): el siglo XXI será religioso o no será. Es pronto para confirmarlo, pero desde entonces el cristianismo integrista, tanto católico como protestante, y el fundamentalismo islámico se han renovado, tanto en los países desarrollados (donde va más allá del interclasismo de la democracia cristiana de posguerra) como en los subdesarrollados (donde sustituye al tercermundismo dominante en el periodo de la descolonización o a la teología de la liberación de los años 1970). Lo mismo ocurre con el nacionalismo hindú. El europeísmo o movimiento europeo ha entrado en una clara crisis ideológica de la que es síntoma la incapacidad de definición de los valores y las fronteras continentales en los debates reformistas que rodean el Tratado de Lisboa dentro de la Unión Europea.

### El pensamiento débil
Por otra parte, desde las décadas de 1980 y 1990, el concepto de ideología sufre una devaluación por su inadecuación a nuevos paradigmas intelectuales emergentes, como el deconstructivismo (Jacques Derrida), o lo más genéricamente llamado postmodernidad, que proponen un pensamiento débil (Gianni Vattimo), en cierto modo una ideología flexible y acomodable a las situaciones de cambio desconcertante que ocurren en el periodo de final del siglo y del milenio (especialmente la caída del muro de Berlín). En ese contexto cultural se entiende la formulación del concepto de la tercera vía (Anthony Giddens), una adaptación a la globalización y el liberalismo económico triunfante desde posiciones  socialdemócratas (el laborismo británico de Tony Blair o incluso la presidencia de Bill Clinton) que en la práctica es una aproximación a muchas concepciones del conservadurismo.

## La ideología en la educación
Desde la posición pedagógica crítica, la ideología está presente en los procesos educativos y sus esquemas posteriores de formación, los cuales están cargados de conceptos y narrativas que constituyen formas dominación al difundir aprehensiones que condensan intereses y sesgos propios del conocimiento o de los grupos que detentan el poder. Como constructo político, hace problemático al significado y cuestiona por qué los seres humanos tienen acceso desigual a los recursos materiales e intelectuales que constituyen las condiciones para la producción, consumo y distribución del significado. En esta interpretación, la ideología puede ser vista como un conjunto de representaciones producidas e inscritas en la conciencia y en la conducta humana, en el discurso y en las experiencias vividas [...] afecta y es concretizada en varios "textos", prácticas materiales y formas materiales.En este sentido, la ideología y su vínculo con lo educativo se vale de la reflexión constituir procesos emancipatorios ante los intentos de dominación que representa para la formación de docentes, académicos y estudiantes.

## Uso despectivo del término
En ocasiones se usa el concepto ideología para desprestigiar o descalificar a un sistema de pensamiento, concepción del mundo o autor, señalando que está ideologizado. En principio, una ideología es una postura fundamentada que propone un punto de vista superior y programa de acción propositivo ante una situación social. Sin embargo, una ideología en manos de un grupo dominante corrompido opera como un sistema de creencias y racionalizaciones que refuerza su propia posición de privilegio. El uso despectivo del término entiende a la ideología como un "discurso de control social" que:
- Obedece a los intereses y al egoísmo grupal de sus postulantes, en lugar de responder a una búsqueda del bien común,
- Posee un conjunto de soluciones fijas y preestablecidas para los problemas sociales,
- Es dogmático, planteando premisas normativas irrefutables y que no pueden ser comprobadas,
- Se acompaña del proselitismo, propaganda y, en grados extremos, del adoctrinamiento.
- Cuenta con justificaciones internas y causas ajenas a su control para explicar sus propios fracasos,

### Egoísmo grupal
En su disertación sobre el bien humano, Bernard Lonergan detalla la relación entre ideología corrompida y egoísmo grupal de quien la postula, y declara: "Mientras que el egoísta individual tiene que soportar la pública censura de su modo de proceder, el egoísmo de grupo no solamente dirige el desarrollo a su propio engrandecimiento, sino que también abre un mercado para las opiniones, doctrinas y teorías que justifican su proceder, y revelarán al mismo tiempo que los infortunios de otros grupos se deben a la depravación que los corroe."
Es decir, la ideología se convierte en un medio práctico que habilita a la vez la aprobación de las mayorías, su sometimiento, la autojustificación de conductas y el error de los oponentes, aunque el conjunto de ideas no respondan a la realidad, al interés genuino de la población ni al bien común.

### Dogmatismo y totalitarismo
Según este uso peyorativo, las ideologías ven el mundo como algo estático. Es por este hecho que cualquier ideología se ve a sí misma como la depositaria de las ideas que pueden resolver cualquier problema de la sociedad, ya sea presente o futuro. Esto convierte a la ideología en un dogmatismo, pues se cierra a las ideas de los demás como posible fuente de soluciones a los problemas que se plantean en el día a día, siendo ella la explicación total y última; lo que algunos llaman explicación feroz.
En casos extremos, una ideología puede llevar a negar la posibilidad de disentir, dando por verdad irrefutable sus postulados. Llegados a considerar la ideología como verdad irrefutable, se abre el camino al totalitarismo, ya sea político o religioso, también llamado teocracia. Cualquiera que disienta pasa a ser un problema para el grupo dominante, pues va contra la verdad dogmática que proclama la ideología. Tal es el problema que plantean disidentes, facciones y sectas.